# Bách thanh xám Trung Hoa
Bách thanh xám Trung Hoa (danh pháp hai phần: Lanius sphenocercus) là một loài chim thuộc Họ Bách thanh (Laniidae). Loài này sinh sống ở Trung Quốc, Nhật Bản, bán đảo Triều Tiên, Mông Cổ và Nga. Nó sinh sống trong các khu rừng ôn đới.